# تشيهارو ناكامورا
تشيهارو ناكامورا (باليابانية: 中村知春؛ بالكانا: なかむら ちはる) هي لاعبة سباعيات رغبي ‏ يابانية، ولدت في 25 أبريل 1988.

## وصلات خارجية
- تشيهارو ناكامورا على موقع أوليمبيديا (الإنجليزية)